# Friedrich Immanuel Niethammer
Friedrich Immanuel Niethammer, född 26 mars 1766 i Württemberg, död 1 april 1848, var en tysk filosof, pedagog och teolog. Han myntade begreppet humanism 1808.